# Teleki Mihály (főgenerális)
Széki gróf Teleki Mihály (Nagyvárad, 1634. – Zernest, 1690. augusztus 21.) Erdély főgenerálisa, I. Apafi Mihály fejedelem főtanácsosa. Ifjabb Teleki Mihály (1671–1720) apja. I. Rákóczi György és II. Rákóczi György bizalmi embere, utóbbi testőrkapitánya.

## Élete

### Származása és pályafutása
A széki gróf Teleki család sarja, és egyben akivel a család grófi rangra emelkedett fel. Édesapja, a tehetős köznemesi származású borosjenei Teleki János (†1648-49), Zaránd vármegye főispánja, jenői várnagy, édesanyja, berhidai és petrilini Bornemisza Anna volt. Teleki Mihályné Bornemissza Anna I. Apafi Mihály feleségének, Bornemisza Annának (1630-1688) az unokatestvére volt. Gróf Teleki Mihály apai nagyszülei, Teleki Mihály, Báthori Zsigmond, majd Bocskai István erdélyi fejedelmek testőrkapitánya, és Garázda Anna voltak.
Gróf Teleki Mihály fiatal korában mindvégig II. Rákóczi György fejedelem mellett tartott ki a trónharcokban. Utána Kemény János híve, majd 1663-ban Apafi Mihály hűségére tért. Ennek uralma idején tanácsúr, majd az „ország generálisa”-ként a fejedelem legbefolyásosabb embere. 
Részt vett a Wesselényi-féle összeesküvésben, emiatt bujdosásra kényszerült.
1672-ben és 1678-ban a Magyarországra menekült és onnan Habsburg-ellenes harcot kezdő magyarországi „bujdosók” fővezére. Ő készítette elő és vitte keresztül Erdély Habsburgok kezére adását (1685-től). 
1685 áprilisában a Habsburgok a török ellen akarták fordítani Apafit, eközben az udvarába küldött jezsuita követ titkos szerződést kötött Telekivel. Eszerint közbenjárt egy paktum megkötésében Apafinál, amelyben kimondták, hogy a német császár és magyar király Erdély felett is főhatalmat gyakorol, Erdély lemond az önálló külpolitikáról, amelynek fejében Erdély védelmére a német hadsereg 1/6-a Erdélyben állomásozik, a privilégiumok és a vallásszabadság pedig háborítatlan maradnak. 1686. június 28-án Apafi és Lipót megkötötte a Teleki által inspirált szerződést (Haller-féle diploma). Telekinek nagy szerepe volt annak a fogarasi nyilatkozatnak az előkészítésében és létrejöttében, amelyben Erdély elismerte I. Lipót fennhatóságát; jutalma 12000 forint értékű ezüstnemű lett.
Érdemeiért I. Lipót magyar király 1685-ben grófi rangot adományozott neki. 1690-ben bekövetkezett halála után fiai számára a császár és király 1697-ben ünnepélyes diplomát is kiállíttatott, melyben római szent birodalomi grófi címet és kibővített címert adományozott nekik.

### Teleki Mihály halála és temetése
A szultán által Erdély elfoglalására küldött Thököly Imre ellen harcolva 1690. augusztus 21-én a zernyesti csatában Teleki szövetségese, Heissler gróf, császári altábornagy (1629–1696) Thököly fogságába esett, maga Teleki pedig hősi halált halt. Hamvait felesége, köröstarcsai Weér Judit temette el végakarata szerinti nemes egyszerűséggel Gernyeszegen. Majd özvegye szinte kerek tizenhat évvel férje temetése után, 1707. február 14-én követte párját. Haláláról menye, Teleki Pálné Vay Kata ezt jegyezte fel: „Anno 1707 14. Februarii vette el az én Istenem az én édes anyám helyett való édes jó asszonyomat, nékem kimondhatatlan nagy keserűségemre 12 és 1 óra között, hitinek nagy erejével, lelkinek reményével, másoknak jó példa hagyásával.”
Kelemen Lajos szívhez szóló szavait idézzük befejezésül: „Halála előtt való napon még sajátkezüleg írott soraival tett kedves unokája s több hü hozzátartozója részére negyedfélszáz arany külön megtakarított pénzéről rendelkezést. Fia, Teleki Mihály 14-ikén reggel értesült anyja haláláról, 18-ikán tétette koporsóba s a II. Rákóczi Ferenczet a fejedelemségbe igtató marosvásárhelyi országgyűlés idején, éppen a beigtatás után három nappal, 1707 április 10-ikén volt meg a temetése fényes gyászoló közönség jelenlétében. Maga a fejedelem is képviseltette ott magát. Azóta ott pihen ő is a gernyeszegi templom alatt.”

## Házassága és leszármazottjai
Gróf Teleki Mihály kétszer nősült: első nejét, petrovinai és kutyfalvi Pekry Zsófiát 1659-ben vette el; második feleségét, köröstarcsai Weér Juditot (1641-1707), Weér György borosjenei várnagy és Bercsényi Anna lányát, 1662-ben. Az első házastársától nem született gyermeke; a második nejétől viszont 13 gyermek származott. A széki gróf Teleki család összes leszármazottja tőlük való. Az eddigi egyik legteljesebb nyilvánosan hozzáférhető magyar nyelvű családfa a Pécsi Tudományegyetem 2012. október 30-án rendezett konferenciáján („Szimpózium a Teleki család történelmi szerepéről”) lett közzétéve.

## Szövegkiadások
- A Római Szent Birodalmi Gróf Széki Teleki család oklevéltára. Teleki Mihály levelezése. 1656–1679, 1-8.; szerk. Gergely Sámuel; Athenaeum–Magyar Történelmi Társulat, 1905–1926
- Teleki Mihály udvartartási naplója. 1673–1681; bev., jegyz., Fehér János; Entz Géza Művelődéstörténeti Alapítvány, Kolozsvár, 2007 (Erdélyi művelődéstörténeti források)